# شبکه انتقال همگانی تلفن

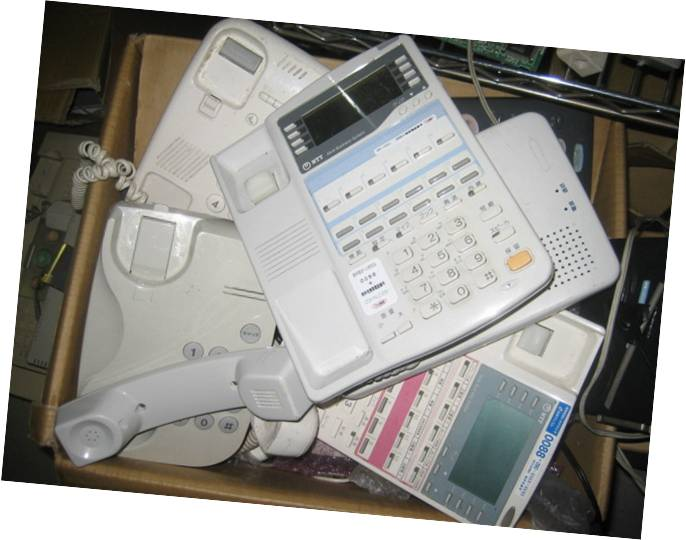
شبکه انتقال عمومی تلفن

شبکهٔ انتقال عمومی تلفن (به انگلیسی: Public Switched Telephone Network) یا پی‌اس‌تی‌ان (به انگلیسی: PSTN)، ٫ به شبکه زیرساختی گفته می‌شود که توسط اپراتورهای محلی، کشوری و جهانی، خدماتی را برای ارتباطات عمومی فراهم می‌نمایند. این شبکه شامل خطوط سیمی، بیسیم، تار نوری، ریزموجی، ماهواره ای و زیردریایی می‌شود. این تجهیزات توسط مراکز سوئیچینگ به یکدیگر متصل می‌شوند و در نتیجه این امکان ایجاد می‌شود که از یک نقطه دنیا با نقطه‌ای دیگر، ارتباطات تلفنی برقرار شوند.